# Liste der Mitglieder der Deutschen Akademie der Naturforscher Leopoldina/1753
Die Liste der Mitglieder der Deutschen Akademie der Naturforscher Leopoldina für 1753 enthält alle Personen, die im Jahr 1753 zum Mitglied ernannt wurden. Insgesamt gab es fünf neu gewählte Mitglieder.

## Mitglieder
| Nr. | Name                         | Beiname        | Geboren      | Aufnahme | Gestorben     | Bild | Datenbank |
| --- | ---------------------------- | -------------- | ------------ | -------- | ------------- | ---- | --------- |
| 579 | Emanuel Mendes da Costa      | Plinius IV.    | 4. Juni 1717 | 8. Sep.  |               |      | 5605      |
| 580 | Johann Petrus Eberhard       | Euklides IV.   | 2. Dez. 1727 | 20. Sep. | 17. Dez. 1779 |      | 3218      |
| 581 | Johann Michael Barth         | Bassus III.    | 7. Okt. 1723 | 22. Sep. |               |      | 1775      |
| 582 | Severin Hee                  | Philoxenus II. | 1. Juni 1706 | 4. Dez.  | 1756          |      | 3718      |
| 583 | Johann Joseph Heinrich Bauer | Glauco III.    | Mai 1722     | 12. Dez. | 27. Feb. 1802 |      | 1837      |

## Hinweis zu den Lebensdaten
In der Liste sind zunächst die Lebensdaten gemäß Archiv der Leopoldina aufgenommen. Diese beziehen sich auf die Angaben gem. Büchner (1755), Neigebaur (1860) und Ule (1889). Die Lebensdaten im Namensartikel können daher von den Lebensdaten in der Liste abweichen.